# ボビニー裁判
ボビニー裁判 (Procès de Bobigny) とは、フランスのボビニー（セーヌ＝サン＝ドニ県）で1972年の10月から11月にかけて行われた人工妊娠中絶に関する裁判である。強姦の犠牲者で当時非合法であった中絶手術を受けた未成年者、および中絶の手助けをした彼女の母親ほか3人の女性が裁判にかけられ、被告代理人を務めたのはフェミニスト活動家として知られるジゼル・アリミ弁護士であった。この裁判はメディアで大々的に取り上げられて大きな反響を呼び、人工妊娠中絶の合法化への道を切り開くことになった。

## 事件の経緯
（以下は、事件後40周年を記念して2012年11月に開催された開催されたシンポジウム、展示会等の資料「ボビニー裁判：選択権の確立への道筋」（ボビニー市編集）、フランス司法省のウェブサイトに掲載された記事、およびフランス元老院のウェブサイトに掲載されたジゼル・アリミ弁護士の証言によるものである）

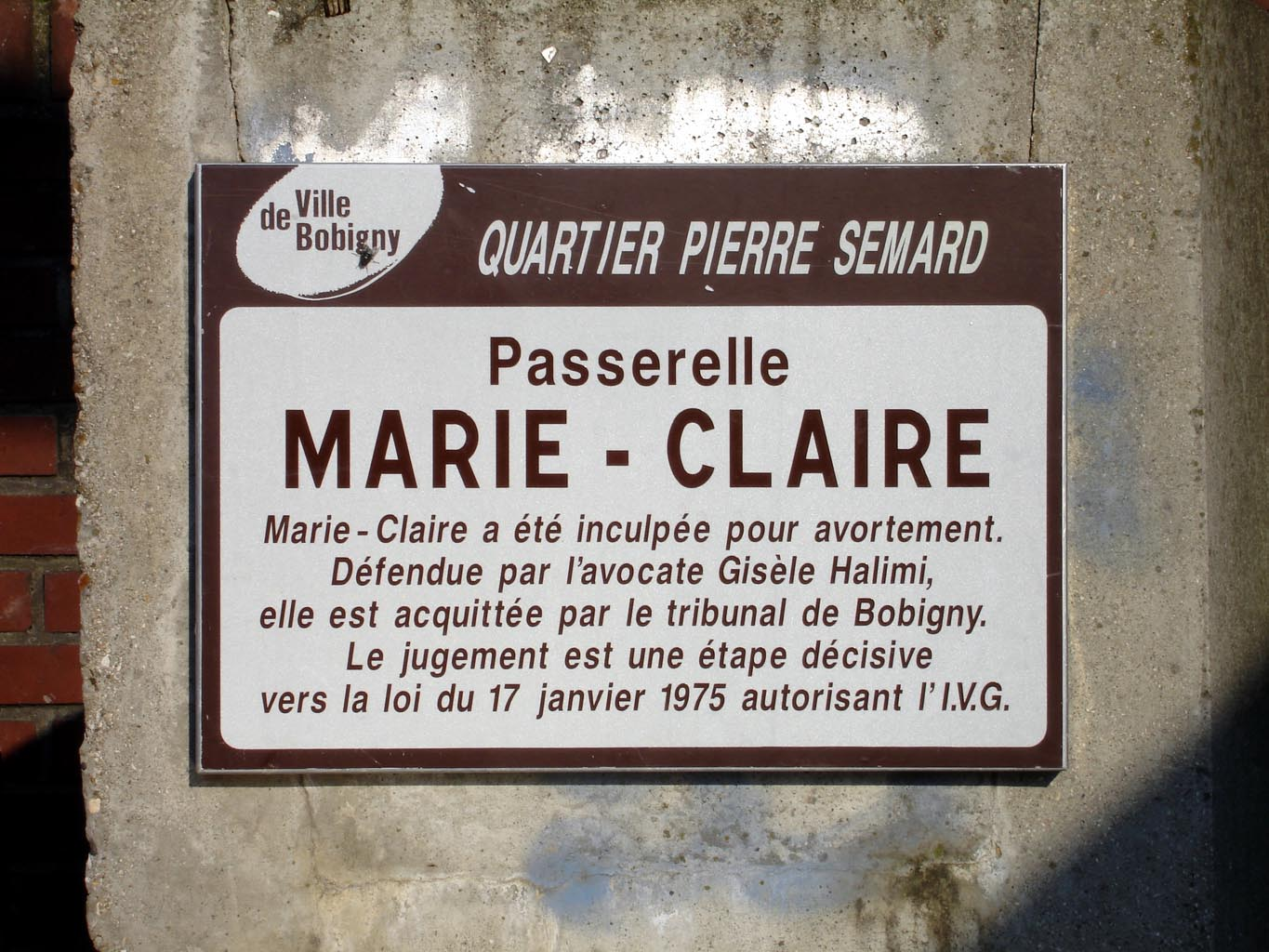
ボビニーにあるマリー＝クレール人道橋 --- 「マリー＝クレールは堕胎罪の容疑をかけられた。ジゼル・アリミ弁護士が代理人を務めた。ボビニー裁判所はマリー＝クレールを無罪とした。この判決は、人工妊娠中絶を合法化する1975年1月17日付法律の成立への決定的な一歩となった」

1972年、当時16歳の女子高校生マリー＝クレール・シュヴァリエが同じ高校の友人に強姦され妊娠した。子供を産み育てる状況にないと判断した彼女は母親ミシェルに相談した。ミシェルはパリ交通公団の職員だったが月収1,500フラン。夫は失踪し、女手一つで3人の娘を育てていた。妊娠を確認した産婦人科医は中絶手術を拒否しなかったが、ミシェルの月収の3倍に相当する4,500フランの手術代を要求した。ミシェルは仕方なく非合法で中絶を行う女性に相談した。この女性は同業者のリュセット・ドュブーシェに相談。ドュブーシェはさらにルネ・ソーセに、ルネ・ソーセはさらにミシュリーヌ・バンビュックにとたらい回しにされた。ミシュリーヌ・バンビュックは夫と死別した後、ミシェル同様、女手一つで3人の子供を育て、過去に非合法の中絶手術を受けた経験があった。
ミシュリーヌ・バンビュックは1,200フランで手術を引き受けた。子宮ゾンデを使った手術だった。3度目の手術を受けた後、マリー＝クレールは深夜に出血し、病院に運ばれた。一命を取り留めたものの、このとき病院への支払い (1,200フラン) のためにミシェルが切った小切手は不渡りとなった（後に医師ジャック・モノー（以下参照）が提訴を回避するためにこの費用を立て替えたという）。
数週間後、強姦の犯人が別件（自動車盗の疑い）で逮捕された。彼は警察の注意を逸らすために、マリー＝クレールが非合法の堕胎を受けたことを告発した。早速、警察官数人がマリー＝クレールとミシェルの家に押しかけ、自白を迫った。2人は身柄を拘束され、やがて中絶を助けた3人の女性とともに容疑者として逮捕された。
ミシェルは、フランス当局から拷問を受けたジャミラ・プーパシャの事件に関する本『ジャミラ・ブーパシャ』（ジゼル・アリミ、シモーヌ・ド・ボーヴォワール共著）を見つけ、弁護士ジゼル・アリミに連絡を取った。ジゼル・アリミは代理人を引き受けた。

## 支援運動
シモーヌ・ド・ボーヴォワールとジゼル・アリミは1970年に非合法の中絶により起訴された女性たちを守るために「女性のために選択する (Choisir la cause des femmes)」(通称「選択権」) を立ち上げていたが、容疑者らの了解を得て、政治裁判（以下参照）を行うことに決定。弁護団は犯人に謝罪を求めるだけでなく、中絶や避妊はもちろん、これらに関する情報提供すら非合法とした「人工妊娠中絶および避妊プロパガンダに関する1920年7月31日付法律」（中絶禁止法）自体が不当であると主張した。とりわけ、当時、中絶が非合法であっただけでなく、手術を受けるには中絶が合法化されているロンドンかジュネーヴへ行くしかなかったため、マリー＝クレールのように貧しい家庭の女性には手の届かない話であった。このため、「金持ちは英国へ、貧乏人は牢獄へ (L'Angleterre pour les riches, la prison pour les pauvres !)」というスローガンのもとに闘っていた女性解放運動 (MLF)と「選択権」の活動家らがマリー＝クレール支援のためのデモを展開。メディアで大々的に取り上げられ、大きな反響を呼んだ。

## 裁判
1972年10月11日、成人4人の裁判に先立ち、ボビニー少年裁判所でマリー＝クレールの裁判が非公開に行われ、その後、公開審問で判決が言い渡された。マリー＝クレールは「精神的、社会的、家庭的な状況により抗えない制約を受けた」という理由で無罪になった。
1972年11月8日、ボビニー裁判所で成人4人の公開審問（政治裁判）が行われた。
フランス語の「政治裁判 (procès politique)」の定義は明確ではないが、ジゼル・アリミは、「手っ取り早い非公開の裁判で問題をもみ消されないよう」、公開審問において「裁判官の頭越しに世論に訴える」ことで、「特定の法律、制度または政策のあり方自体を問うこと」、裁判を政治討論の場に変えること」と説明している。本件では中絶禁止法自体の有効性を問うことであった。
公開審問では、シモーヌ・ド・ボーヴォワール、科学者・アカデミー・フランセーズ会員のジャン・ロスタン、ノーベル生理学・医学賞受賞者のジャック・モノーおよびフランソワ・ジャコブ、女優のデルフィーヌ・セイリグ、フランソワーズ・ファビアン、政治家のミシェル・ロカール、詩人・政治家のエメ・セゼール、医師のポール・ミリエなどの著名人が証言台に立った。ポール・ミリエは医師でありながら非合法の中絶を支持したため、国立医師会評議会から懲戒処分を受けることになった。

## 判決 ― 中絶禁止法（1920年7月31日付法律）の適用免除
ミシェル・シェヴァリエから相談を受け、中絶の手助けをしたリュセット・ドュブーシェとルネ・ソーセは無罪となった。ミシェル・シェヴァリエは執行猶予付き500フランの罰金刑を言い渡され、不服申し立てを行ったが、控訴院が裁判日程を決定しないまま時効を迎えることになった。ミシュリーヌ・バンビュックは中絶手術を行ったことで執行猶予付き禁錮刑1年を言い渡された。

## 事件の影響
「選択権」の活動家らはボビニー裁判の一部始終を記録した『人工妊娠中絶 ― 裁判にかけられた法律 ― ボビニー事件 (Avortement. Une loi en procès. L'affaire de Bobigny)』(ガリマール出版社) を発表。数週間で3万部の売上となった。
ミリエ医師は判決の翌日、『フランス・ソワール』紙に「私だったらマリー＝クレールの中絶手術を引き受けただろう」という記事を掲載した。
ラジオ・テレビ局はこぞって特集番組を組んだ。裁判前に、ボビニー裁判所書記官は容疑者の無罪放免を求める多くの手紙、電報、請願書を受け取っていた。
ジョルジュ・ポンピドゥー大統領は1973年1月9日の記者会見で中絶について質問を受け、最初は言葉に詰まったものの、中絶に関する現行法は時代遅れだと認め、選挙後に議員、宗教指導者、医師団等と避妊や中絶に関する話し合いを開始すべきだとした。
メディアで大々的に取り上げられ、大きな反響を呼んだこの裁判は、人工妊娠中絶の合法化（ヴェイユ法）への道を切り開くことになった。